# Diaphus fragilis
Diaphus fragilis är en fiskart som beskrevs av Tåning 1928. Diaphus fragilis ingår i släktet Diaphus och familjen prickfiskar. Inga underarter finns listade i Catalogue of Life.